# پرستوی نوارسفید
پرستوی نوارسفید (نام علمی: Atticora fasciata) نام یک گونه از تیره پرستو است.